# Kriva Kroucha
Kriva Kroucha (en macédonien Крива Круша) est un village du centre de la Macédoine du Nord, situé dans la municipalité de Tchachka. Le village comptait 2 habitants en 2002.
Il se trouve à 559 m d'altitude.

## Démographie
Lors du recensement de 2002, le village comptait :
- Macédoniens : 2